# Guadalupe (Santander)
Guadalupe è un comune della Colombia facente parte del dipartimento di Santander.
L'abitato venne fondato dai fratelli Amorocho Silva nel 1715, mentre l'istituzione del comune è del 1887.